# Saint-Cirq (Tarn i Garonna)
Saint-Cirq – miejscowość i gmina we Francji, w regionie Oksytania, w departamencie Tarn i Garonna.
Według danych na rok 1990 gminę zamieszkiwało 331 osób, a gęstość zaludnienia wynosiła 21 osób/km² (wśród 3020 gmin regionu Midi-Pireneje Saint-Cirq plasuje się na 736. miejscu pod względem liczby ludności, natomiast pod względem powierzchni na miejscu 731.).